# Krążowniki lekkie typu St. Louis
Krążowniki lekkie typu St. Louis – krążowniki lekkie należące do United States Navy podczas II wojny światowej. Zbudowano dwie jednostki tego typu:
- USS „St. Louis” (CL-49)(inne języki) – zwodowany 15 kwietnia 1938, wprowadzony do służby 19 maja 1939, przetrwał wojnę i został wycofany ze służby w US Navy w 1946. W 1951 sprzedany Brazylii, gdzie służył jako "Tamandare" do 1976, złomowany w 1980.
- USS "Helena" (CL-50) – zwodowany 27 sierpnia 1939, wprowadzony do służby 18 września 1939, zatopiony przez okręty japońskie podczas bitwy w zatoce Kula 4 lipca 1943.